# زهانغ زينلين
زهانغ زينلين (بالصينية: 张新林) (4 يونيو 1992 بنانجينغ في الصين - ) هو لاعب كرة قدم صيني في مركز الوسط. لعب مع جيانغسو سونينغ.